# Carme Arcarazo i Sempere
Carme Arcarazo i Sempere   (Barcelona, 1996) és una economista política catalana i activista social a favor del dret a l'habitatge. Està especialitzada en economia política urbana, habitatge i polítiques públiques. El 2017 es va llicenciar en Economia i Ciències Polítiques per la Universitat d'Amsterdam i el 2023 va obtenir un màster en Estudis Urbans a la Universitat Autònoma de Barcelona. És portaveu del Sindicat de Llogateres. És filla de l'escriptor i guionista de televisió Lluís Arcarazo Martínez.